# Tempué
Tempué – miasto w Angoli, w prowincji Moxico.